# Cyrtandra burttii
Cyrtandra burttii là một loài thực vật có hoa trong họ Tai voi. Loài này được N.P.Balakr. mô tả khoa học đầu tiên năm 1976.